# (5886) Rutger
(5886) Rutger (1975 LR) – planetoida z pasa głównego asteroid okrążająca Słońce w ciągu 5,24 lat w średniej odległości 3,01 j.a. Odkryta 13 czerwca 1975 roku.